# جون كيلي (لاعب كرة قاعدة)
جون كيلي (بالإنجليزية: John Kelly)‏ هو لاعب كرة قاعدة أمريكي، ولد في 13 مارس 1879 في كليفتون هايهتس في الولايات المتحدة، وتوفي في 19 مارس 1944 في بالتيمور في الولايات المتحدة.

## وصلات خارجية
- جون كيلي (لاعب كرة قاعدة) على موقعبيزبول رفرنس.كوم (الدوري الرئيسي) (الإنجليزية)
- جون كيلي (لاعب كرة قاعدة) على موقعبيزبول رفرنس.كوم (الدوري الثانوي) (الإنجليزية)